# Muchomůrka tygrovaná
Muchomůrka tygrovaná (Amanita pantherina), také muchomůrka panterová či muchomůrka tygrovitá, je jedovatá a halucinogenní houba z čeledi muchomůrkovitých.

## Popis
Klobouk dosahuje průměru 6–10 cm. Je polokulovitý, pak sklenutý, ve stáří plochý s hladkým povrchem, okrově až tmavě hnědý, pokrytý bílými bradavkami. Okraj mívá většinou hřebenitě rýhovaný. Lupeny jsou bílé, husté, u třeně volné. Bílý dosti štíhlý třeň nese úzký hladký prsten. Bázi má hlízovitou, nesoucí bradavičnatou pochvu. Bílá dužnina vykazuje nenápadnou příjemnou vůni a jemnou chuť. Výtrusný prach je bílý.

### Možnost záměny
Muchomůrka tygrovaná je velmi podobná jedlé muchomůrce šedivce. Lze ji také zaměnit za rovněž jedlou muchomůrku růžovku.
Kalich má oproti muchomůrce růžovce přechod. Růžovka má kalich spojitý-bez přechodů a je po řezu načervenalá.[zdroj?]
Růžovka a šedivka mají rýhovaný prstenec. Muchomůrka tygrovaná má prstenec hladký.[zdroj?]
Růžovka a šedivka nemají na kořenů pochvu (vejčitý kalich) na rozdíl od muchomůrky tygrované.

## Výskyt
Roste od června do října v listnatých i jehličnatých lesích, v některých oblastech hojně. Častější je v nižších polohách, ve vyšších polohách se objevují formy s kloboukem na okraji bez rýhování.

## Obsahové látky, jedovatost
Hlavními jedy muchomůrky tygrované jsou látky na bázi isoxazolu – zejména kyselina ibotenová, muscimol a muscazon. Za toxicitu jsou zodpovědné zejména první dvě zmíněné látky. Naopak muskarin se téměř vůbec nevyskytuje. Pozření muchomůrky tygrované je jen vzácně smrtelné, na rozdíl od smrtelně nebezpečné muchomůrky zelené (A. phalloides) – z více než stovky zaznamenaných případů otravy muchomůrkou tygrovanou nebyl ani jeden smrtelný. Prognóza pacientů se zhoršuje se zvyšujícím se množstvím pozřených muchomůrek. Ve větším ohrožení jsou hlavně osoby s poruchami oběhové soustavy a srdce. První příznaky se projevují za cca 0,3–6 hodin (průměrně 2,5 hodiny) po požití pokrmu. Dostavují se nejen zažívací problémy a zraková a časová dezorientace a také blouznění – účinek není vzdálený alkoholové opilosti.  
Otravu muchomůrkou tygrovanou doprovázejí halucinace, podobné jako při požití lysohlávek nebo muchomůrky červené. Ale na rozdíl od nich muchomůrka tygrovaná obsahuje více toxických látek, navíc jejich obsah se velmi liší kus od kusu.

## Galerie

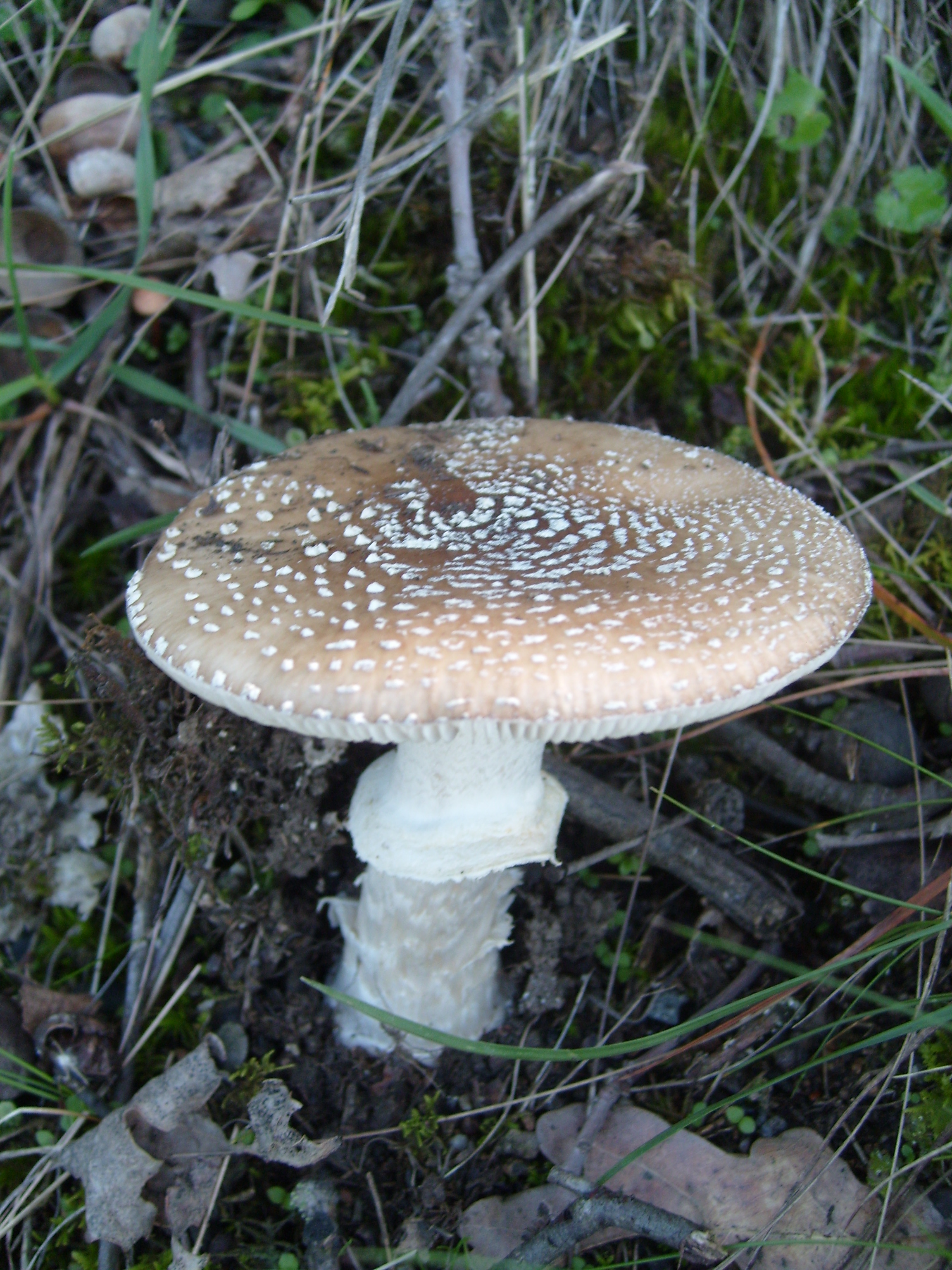
Plodnice muchomůrky tygrované s hladkým, nerýhovaným prstenem
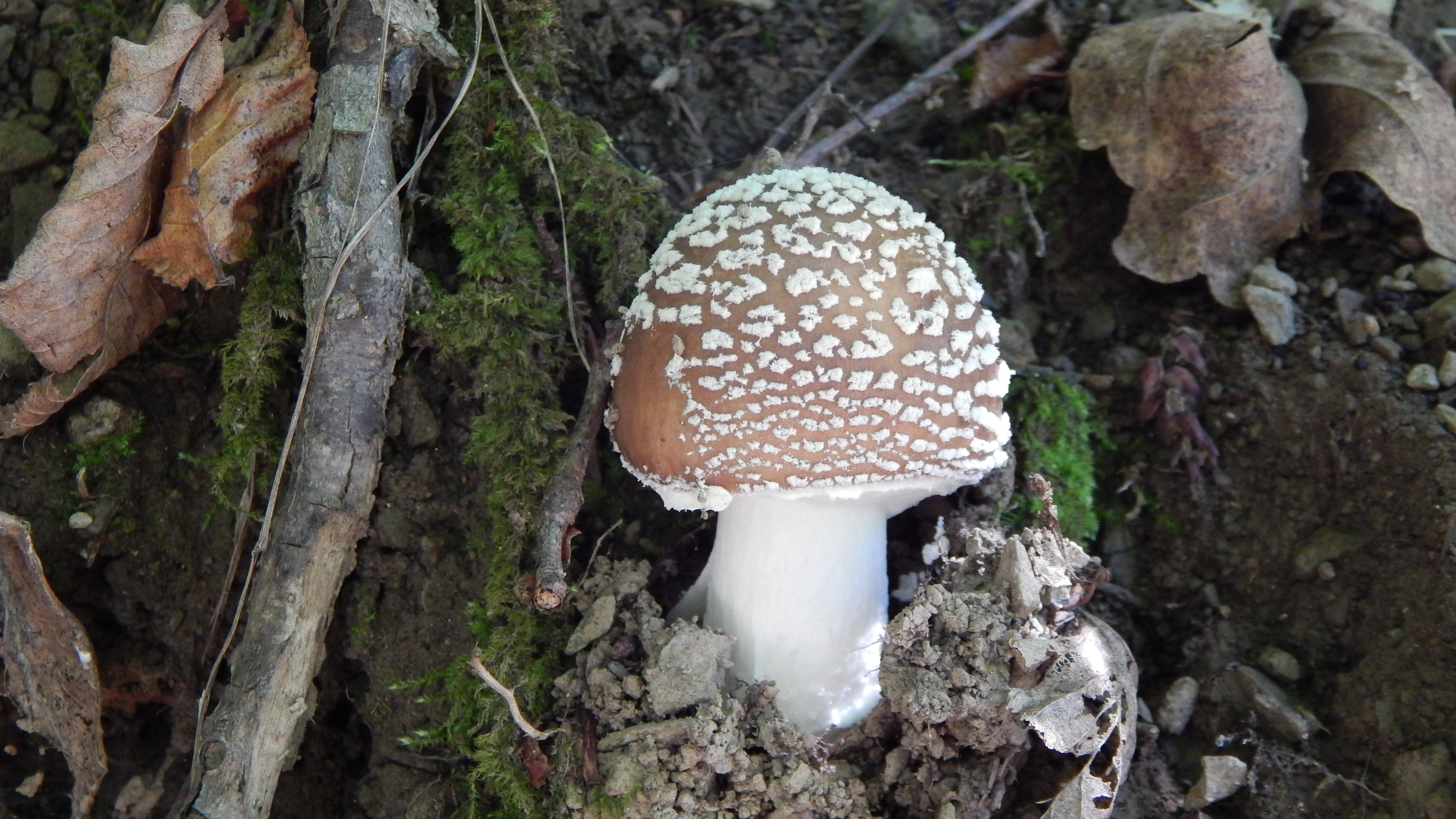
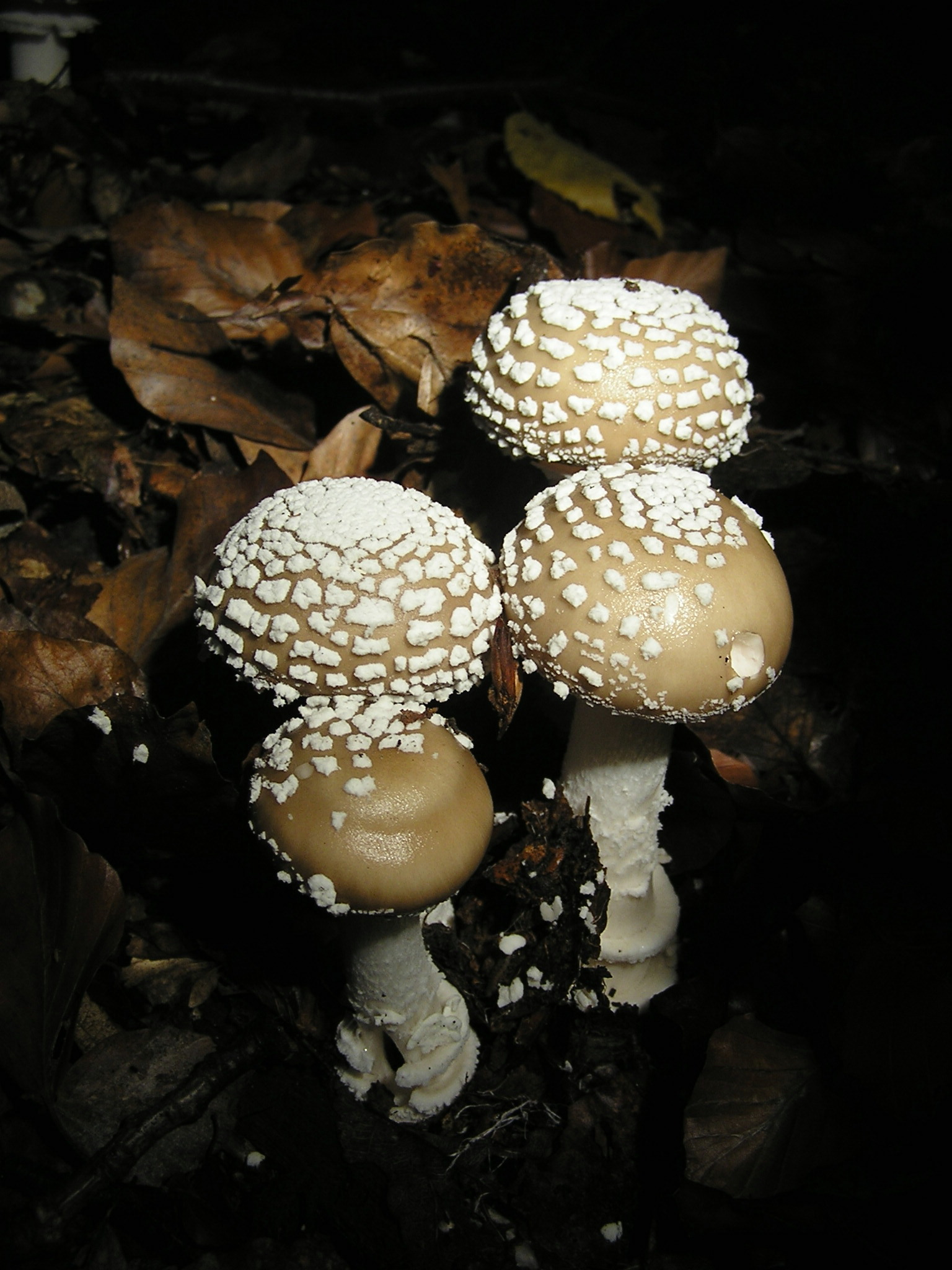
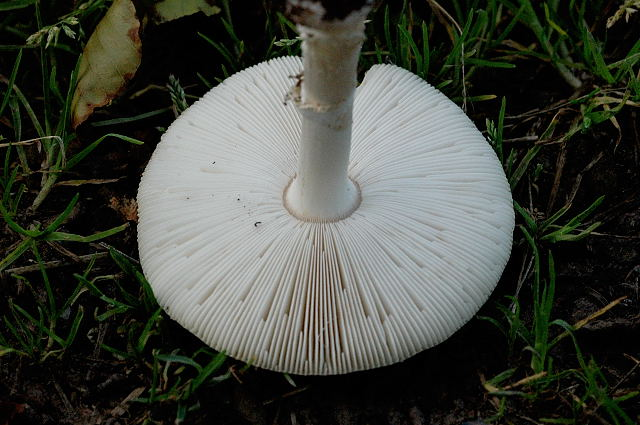